# Menhir de la Basse-Crémonville
Le menhir de la Basse-Crémonville est un menhir situé sur la commune de Val-de-Reuil dans le département de l’Eure en France.

## Historique

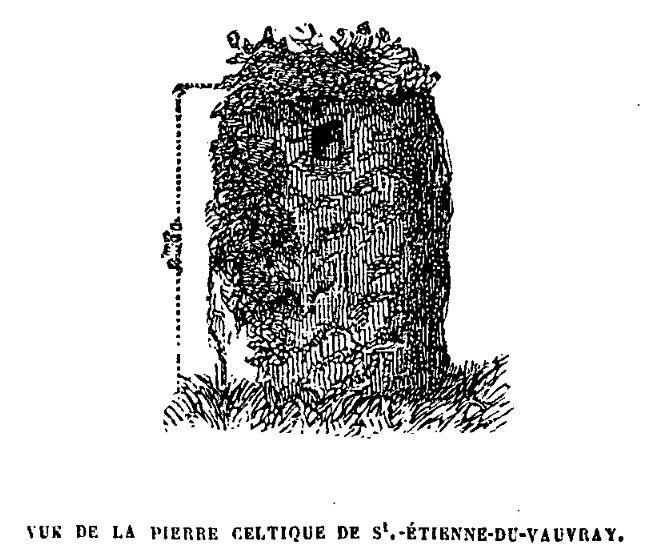
Gravure réalisée en 1842 par Théodose Bonnin.

Le menhir est mentionné pour la première fois en 1842 à l'occasion des travaux de terrassement de la route voisine : « Auprès de la ferme de la Basse-Crémonville, hameau de Saint-Étienne-du-Vauvray, que ce chemin traverse, chacun connaissait bien une grosse pierre, plus haute que large, dont le calcaire, détaché de la côte supérieure, s’élevait en pointe. […] Une fouille pratiquée au pied a permis de constater qu’il se terminait en pointe irrégulière à 1,25 m au-dessous de la surface du sol, et qu’aucun objet ne s’y trouvait renfermé. Il n’est remarquable que par sa direction parallèle à la vallée et par une ouverture peu profonde en forme de parallélogramme qu’on observe à son sommet ».

### Découverte d’une sépulture néolithique
La poursuite des travaux d’excavation de la route entraîne la découverte d'une construction circulaire d’environ 4,50 m de diamètre et composée de trois niveaux superposés de 0,40 m de haut chacun. Sur chacun de ces niveaux, des squelettes sont retrouvés : « Chacun des corps, dont la tête était appuyée sur une pierre aplatie, placée contre la pierre circulaire, avait les pieds au centre du cercle ; leurs bras étaient allongés près du corps qui remplissait la cavité ». Des moellons assemblés sans maçonnerie séparaient les cadavres entre eux. Des pierres de 0,15 m d’épaisseur assuraient la séparation entre les niveaux intermédiaires. Un pavage de calcaire composait le sol du tombeau. Le dernier niveau était recouvert d’une espèce de voûte de moellons, elle-même recouverte de l’énorme bloc de calcaire dont les dimensions étaient toutefois inférieures à celles du tombeau. Celui-ci avait donc une hauteur de 1,65 m entre le sol et la pierre qui le recouvrait. Seuls trois squelettes sont retrouvés intacts mais l’examen méticuleux de leurs restes ne révèle la présence d’aucun objet métallique. On ne retrouve qu’un fragment informe d’un vase de terre grossière et une espèce de hachette.

### Déplacement du menhir

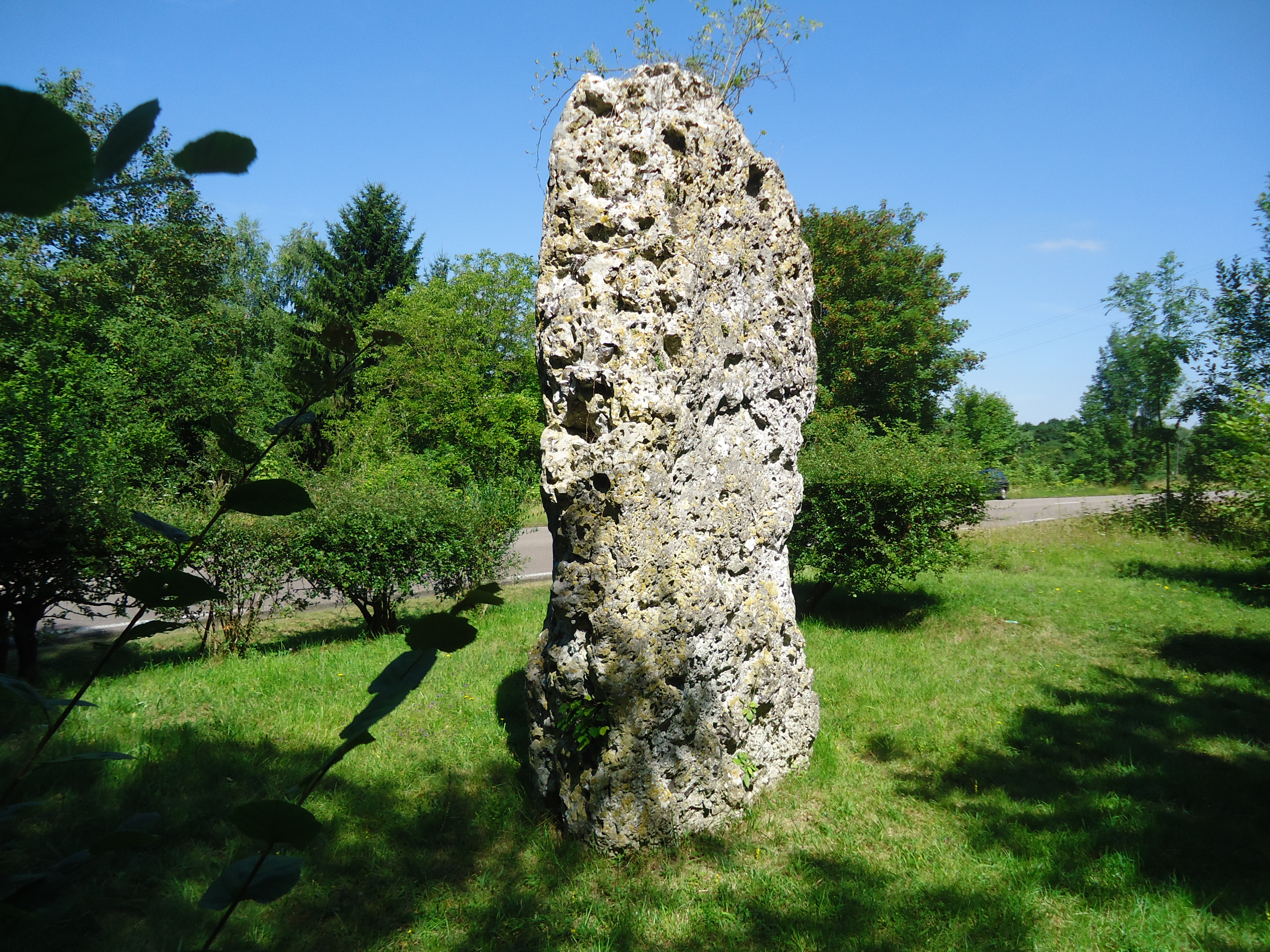

En 1865, le menhir est menacé par le futur tracé de la voie ferrée reliant Louviers à la ligne de Rouen. Grâce à la mobilisation des membres de la Société française d'archéologie, d'André Prétavoine, maire de Louviers, et de M. Marcel, son premier adjoint qui avait supervisé les fouilles de la sépulture néolithique, le Conseil général de l’Eure alloue un crédit de 400 francs pour financer le déplacement du menhir qui intervient début mai 1866 : 
« Un contremaître, 3 ouvriers et 20 manœuvres s’y employèrent. Après déterrement, on traina la lourde masse tirée par des treuils, sur un chemin de bois. L’opération ne se fit pas sans à-coups puisque le bloc fut accidentellement brisé en deux parties à peu près égales [...]. Finalement, le menhir fut placé sur un lit de calcaire et sur une couche de béton, au milieu d’un are de terrain offert par le propriétaire. »
Le menhir occupe la place où était enfouie la sépulture néolithique. Il est classé au titre des monuments historiques par arrêté du 27 juin 1927.

## Description
Le menhir de la Basse-Crémonville est un bloc de calcaire sénonien de 3,30 m de haut sur une largeur moyenne de 1,90 m et une épaisseur de 0,70 m. À la partie supérieure et à 0,50 m du sommet, du côté opposé à la route, on remarque une cavité carrée mesurant 0,20 m de côté et 0,05 m de profondeur. Selon les gens du pays, cette niche avait été creusée pour abriter une statuette d’un saint chrétien mais elle pourrait aussi avoir été creusée lors de travaux de relèvement du bloc. Une cassure est également visible à 1 m du sol, conséquence du transfert du mégalithe en 1866.